# Kokašice
Kokašice (německy Kokaschitz) jsou obec v okrese Tachov v Plzeňském kraji. Žije zde 263 obyvatel.

## Historie
První písemná zmínka o vesnici pochází z roku 1227.

## Obyvatelstvo
Při sčítání lidu v roce 1921 zde žilo 370 obyvatel (z toho 177 mužů), z nichž bylo šest Čechoslováků, 361 Němců, jeden člověk jiné národnosti a dva cizinci. Až na jednoho evangelíka a jednoho žida byli římskými katolíky. Podle sčítání lidu z roku 1930 měla vesnice 310 obyvatel: devět Čechoslováků a 301 Němců. Kromě jednoho člověk bez vyznání se hlásili k římskokatolické církvi.
| Rok            | 1869 | 1880 | 1890 | 1900 | 1910 | 1921 | 1930 | 1950 | 1961 | 1970 | 1980 | 1991 | 2001 | 2011 | 2021 |
| -------------- | ---- | ---- | ---- | ---- | ---- | ---- | ---- | ---- | ---- | ---- | ---- | ---- | ---- | ---- | ---- |
| Počet obyvatel | 654  | 698  | 707  | 732  | 724  | 704  | 698  | 347  | 311  | 293  | 233  | 284  | 295  | 259  | 249  |
| Počet domů     | 94   | 106  | 107  | 115  | 115  | 117  | 128  | 104  | 81   | 81   | 73   | 88   | 72   | 88   | 90   |

## Obecní správa
Mezi lety 1850–1879 Kokašice patřily jako osada obce k Čelivu v okrese Teplá. V letech 1880–1979 byly obcí v okrese Teplá (1880–1890), posléze v okrese Planá (1900–1930), poté v okrese Stříbro (1950) a později v okrese Tachov. Od 1. ledna 1980 do 23. listopadu 1990 patřily jako část obce ke Konstantinovým Lázním a od 24. listopadu 1990 jsou opět samostatnou obcí, ale Břetislav již zůstala součástí Konstantinových Lázní.

### Části obce
- Kokašice
- Čeliv
- Krasíkov
- Lomy

V letech 1960–1979 k obci patřila i Břetislav.

### Obecní symboly
Znak a vlajka byly obci uděleny rozhodnutím předsedy Poslanecké sněmovny Parlamentu České republiky dne 9. prosince 2002.

## Pamětihodnosti
- Zříceina hradu Švamberk (Krasíkov) s kostelem svaté Máří Magdaleny se zvonicí
- Rotunda – kaple Smrtelných úzkostí Kristových, postavena 1680–1681, uzavřena 1787, obnovena 1930[10]
- Bavůrkův smírčí kříž
- Hradiště Milkovské Čihadlo
- Usedlost čp. 22
- Pomník selské vzpoury roku 1680 na Ovčím vrchu
- Boží muka
- Pomník osvobození Rudou armádou